# Smackover
Smackover é uma cidade localizada no estado americano de Arkansas, no Condado de Union.

## Demografia
Segundo o censo americano de 2000, a sua população era de 2005 habitantes.
Em 2006, foi estimada uma população de 1922, um decréscimo de 83 (-4.1%).

## Geografia
De acordo com o United States Census Bureau, a localidade tem uma área de 11,0 km², sem área coberta por água. Smackover localiza-se a aproximadamente 37 m acima do nível do mar.

## Localidades na vizinhança
O diagrama seguinte representa as localidades num raio de 32 km ao redor de Smackover.